# Ski Mask the Slump God
Stokeley Clevon Goulbourne (n. 18 aprilie 1996) cunoscut ca Ski Mask the Slump God, este un rapper și compozitor american. Este bine cunoscut pentru colaborările sale cu XXXTentacion.
Mixtape-ul lui Goulbourne, Beware the Book of Eli, a fost lansat în luna mai, 2018 si s-a clasat pe locul 50 in clasamentul Billboard 200. Pe 30 noiembrie, Goulborne a lansat primul său album, Stokeley.

## Copilăria
Stokeley Clevon Goulbourne s-a născut pe 18 aprilie 1996 în Lauderhill, Florida. El are origini jamaicane.
Goulborne a crescut ascultând Busta Rhymes, Missy Elliott, Wu-Tang Clan si Lil Wayne. Părinții lui obișnuiau să asculte muzică jamaicană. Tatăl său, un rapper care folosea numele de scenă „Sin City”, îl forța să se concentreze să compună propria lui muzică rap. In 2013, Goulbourne a fost trimis la un centru de detenție juvenilă pentru posesia de marijuana, unde l-a întâlnit pe XXXTentacion. Cei doi au devenit prieteni și au colaborat frecvent după eliberarea din detenție.